# Ruth Klockhaus
Ruth Klockhaus, geborene Seeger, (* 17. August 1923 in Berlin) ist eine deutsche Sozialpsychologin und ehemalige Hochschullehrerin.

## Leben
Ruth Klockhaus studierte nach dem Zweiten Weltkrieg Chemie und arbeitete über zehn Jahre lang in der Chemieindustrie. 1961 begann sie ihr Studium der Sozialwissenschaften an der Friedrich-Alexander-Universität Erlangen-Nürnberg (FAU). 1966 legte sie das Examen ab und wurde Assistentin am Lehrstuhl für Psychologie der Wirtschafts- und Sozialwissenschaftlichen Fakultät; in dieser Position arbeitete sie zwölf Jahre lang. 1968 folgte die Promotion zum Dr. phil. und 1974 die Habilitation. Im Anschluss wurde sie Dozentin an der Universität Erlangen-Nürnberg. 1980 wurde sie zur außerplanmäßigen Professorin für Wirtschafts- und Sozialpsychologie ernannt. Sie lebt in Nürnberg und ist inzwischen im Ruhestand.

## Forschung
Bekannt wurde sie durch ihre Forschung zu Themen der Sozial- und Umweltpsychologie. So untersuchte sie vandalistische Vorkommnisse in Nürnberger Schulen und Jugendzentren im Rahmen eines DFG-Projektes und zeigte zusammen mit Brigitte Habermann-Morbey in einer Studie, dass Vandalismus an Schulgebäuden zunimmt, wenn diese als eintönig, mit hässlicher Farbgebung und in schlechtem baulichem Zustand empfunden werden. Ästhetisch ansprechende Klassenzimmer wirken hingegen sogar positiv auf das subjektive Wohlbefinden. Diese Studie gilt noch immer als relevant, weil sie die Schülerperspektive miteinbezieht und sehr viele Personen befragt wurden. Allerdings fokussierte sie sich nur auf Vandalismus durch Schülerinnen und Schüler.

## Veröffentlichungen (Auswahl)
- Junge Arbeiter als Staatsbürger. Ergebnisse einer empirischen Untersuchung über Industriearbeiter in der Bundesrepublik. Wirtschafts- und sozialwissenschaftliche Fakultät Erlangen-Nürnberg, 1968 (Dissertation).
- Leadership behavior and effectiveness. In: Psychologie und Praxis. Band 14, Nr. 4, 1970, S. 145–160 (englisch).
- Einstellung zur Wohnumgebung. Empirische Studie an 2 Wohnarealen in Nürnberg-Langwasser. Verlag für Psychologie Hogrefe, Göttingen / Toronto / Zürich 1975, ISBN 978-3-8017-0115-4.
- Befunde und motivationspsychologische Überlegungen zum Medienkonsum Jugendlicher. In: Communicatio Socialis. Band 9, Nr. 1, 1976, S. 1–15, doi:10.5771/0010-3497-1976-1-1.
- Students’ study behavior and the admission quota system. In: Psychologie in Erziehung und Unterricht. Band 25, Nr. 3, 1978, S. 133–138 (englisch).
- mit Brigitte Habermann-Morbey: Verfahren zur Messung von Wohnumgebungszufriedenheit (Kongruenzmass): Entwicklung, Gütekriterien, Instruktion, Fragebogen. Teilergebnisse des DFG-Projektes Übereinstimmung von Wohnumgebung und Bewohnern. Sozialwissenschaftliches Forschungszentrum der Universität Erlangen-Nürnberg, Nürnberg 1981.
- mit Brigitte Habermann-Morbey: Sachzerstörungen an Schulen und schulische Umwelt. In: Zeitschrift für Entwicklungspsychologie und Pädagogische Psychologie Hamburg. Band 16, Nr. 1, 1984, S. 47–56.
- mit Brigitte Habermann-Morbey: Vandalistisches Verhalten an beruflichen Schulen. In: Psychologie in Erziehung und Unterricht. Band 32, Nr. 2, 1985, S. 109–116.
- mit Brigitte Habermann-Morbey: Psychologie des Schulvandalismus. Verlag für Psychologie Hogrefe, Göttingen / Toronto / Zürich 1986, ISBN 978-3-8017-0250-2.
- mit Anneliese Trapp-Michel: Vandalistisches Verhalten Jugendlicher. Verlag für Psychologie Hogrefe, Göttingen / Toronto / Zürich 1988, ISBN 978-3-8017-0310-3.